# .es
.es ist die Top-Level-Domain von Spanien. Sie existiert seit dem 14. April 1988 und wird durch Red.es verwaltet.

## Vergabekriterien
Jede natürliche oder juristische Person kann Inhaber einer .es-Domain sein. Ein Wohnsitz oder eine Niederlassung in Spanien sind nicht notwendig. Die spanischen Domains müssen mindestens eine Länge von drei Zeichen besitzen, wobei es Ausnahmen gibt wie hp.es oder pp.es. Es werden nicht nur Anmeldungen auf zweiter, sondern auch auf dritter Ebene durchgeführt, zum Beispiel unterhalb von .com.es und .org.es.
Bei natürlichen Personen verlangt die Vergabestelle die Angabe der Nummer des Personalausweises, bei juristischen Personen die Angabe der Umsatzsteuer-Identifikationsnummer.
Die Top-Level-Domain Spaniens stand anfangs – wie .fr für Frankreich – aufgrund der restriktiven Vergabekriterien immer wieder in der Kritik. Experten bemängelten, dass selbst kleine Länder keine so hohen Anforderungen an Interessenten stellen und ihre Domains damit einer breiteren Öffentlichkeit zugänglich machen. Im Jahr 2005 wurden die Vergabekriterien entsprechend dem Vorbild anderer ccTLDs liberalisiert. Die Änderung der Vergabekriterien führte in den folgenden Jahren zu hohen Zuwachsraten.

## Besonderheiten
Die Aktivierung einer .es-Domains erfolgt nach Bestellung in der Regel innerhalb weniger Stunden. Lange Jahre war die Registrierung von .es-Domains nur einem eingeschränkten Kreis möglich, etwa Universitäten. Die öffentliche Vergabe begann am 8. November 2005 um 7:00 Uhr, nachdem Rechteinhaber einige Wochen vorher Bestellungen hatten einreichen können (Sunrise Period).
Die Verfügbarkeit von .es Domains kann über eine Abfrage am Standard Whois-Server auf Port 43 festgestellt werden, allerdings muss die IP-Adresse des abfragenden Clients bei der Registrierungsstelle hinterlegt werden. Seit Oktober 2007 kann die .es-Domain auch Sonderzeichen wie ñ, ç oder akzentuierten Vokale á, é, í, ó, ú und ü enthalten.

## Kontroversen
Die Top-Level-Domain wurde im Juli 2010 einer breiteren Öffentlichkeit bekannt. Grund war eine Klage des Sportvereins FC Bayern München vor dem Oberlandesgericht Köln aufgrund der Domain fc-bayern.es. Der Inhaber verletzte nach Ansicht des Gerichts die Markenrechte des Klägers.